# Деивидас Шемберас
Деивидас Шемберас (литв. Deividas Šemberas; 2. август 1978) бивши је литвански фудбалер. Играо је у одбрани, а могао је да игра и у везном реду.
Каријеру је почео у свом родном граду Вилњусу, где је наступао за Жалгирис. Након тога је отишао у Русију где је наступао за Динамо, а касније је одиграо десет сезона за ЦСКА. Дана 13. јула 2012. године је прешао у Аланију. Каријеру је завршио у Жалгирису.
Са 82 наступа за репрезентацију Литваније је један од најуспешнијих играча по том параметру.

## Трофеји

### Клупски
Жалгирис
- А лига: 2014, 2015.
- Куп Литваније: 1996/97, 2013/14, 2014/15.

ЦСКА Москва
- Премијер лига Русије: 2003, 2005, 2006.
- Куп Русије: 2001/02, 2004/05, 2005/06, 2007/08, 2008/09, 2010/11.
- Суперкуп Русије: 2004, 2006, 2007, 2009.
- Куп УЕФА: 2004/05.

### Индивидуални
- Литвански фудбалер године: 2005.